# Biblioteca civica Agorà
La Biblioteca Agorà è la biblioteca civica del comune di Lucca ospitata nell'ex convento dei Padri Serviti.

## Edificio
La Biblioteca ha sede nel convento dei Padri Serviti, edificio costruito intorno al 1300 dall'Ordine dei Servi di Maria direttamente adiacente alla Chiesa della Santissima Annunziata dei Servi. Soppresso durante il governo di Felice Baciocchi, fu restituito da Maria Luisa di Borbone-Spagna ai Canonici Lateranensi.
Nel 1866 il complesso monastico passò nuovamente al Demanio per poi essere ceduto nel 1912 al Comune di Lucca con il quale divenne sede della Casa di Riposo S.Caterina fino al luglio 2000.
Un lavoro di riqualificazione funzionale e un restauro accurato hanno permesso di riportare il complesso architettonico allo stato originario di sede conventuale.
Ad oggi l'ex refettorio al piano terra è stato adibito a sala studio mentre vero fulcro del complesso è divenuto il chiostro quattrocentesco. Dall'ex Oratorio di San Lorenzo, attiguo all'entrata e risalente al 1480, è stato ricavato l'Auditorium della biblioteca, la sua struttura originaria è rimasta pressoché invariata nonostante diversi interventi di restauro; degna di nota è la pala, presente sopra l'altare, di Paolo Guidotti, pittore del '600, che raffigura il miracolo di San Silao.

## Storia
Il progetto della biblioteca Agorà nasce nel 2000 con l'obiettivo di creare un centro culturale polivalente nel centro della città che potesse essere per i cittadini luogo di interazione, cultura e scambio di idee, proprio come nell'antica agorà greca. 
La biblioteca è stata inaugurata il 17 maggio 2002 dall'allora sindaco Pietro Fazzi.
Inizialmente posizionata al piano terra del complesso, da gennaio 2006 si trasferì al piano superiore ottenendo così nuovi spazi per il pubblico e per l'esposizione del patrimonio offerto.
Nel 2009, la mediateca aggiunge 11.000 titoli provenienti dalla collezione della videoteca Monitor acquistata dall'Amministrazione Comunale, nel 2010 entra a far parte della Rete di Documentazione Territoriale della Provincia di Lucca e nel 2015 ha aderito - insieme agli altri istituti documentari locali - alla piattaforma digitale ReteINDACO e da marzo 2020 anche a Media Library On Line.

## Descrizione e servizi
La catalogazione della biblioteca segue la Classificazione decimale Dewey ed è organizzata a scaffale aperto permettendo ai frequentatori di accedere liberamente al materiale.
La biblioteca articola i propri spazi su due piani:
Al piano terra sono situati la sala studio, chiostro con giardino (spesso utilizzato per proiezioni, mostre e vari eventi espositivi), sala corsi, auditorium e orto cittadino.
Al primo piano si trovano la sezione adulti, sezione ragazzi (con una stanza dedicata appositamente al progetto nati per leggere), l'emeroteca, la mediateca con postazioni individuali per visione e ascolto.

## Patrimonio
La biblioteca nel corso del tempo ha collezionato oltre 70.000 opere tra libri, periodici e materiale multimediale in continua espansione.

### Donazioni
Di notevole importanza sono alcune donazioni che hanno contribuito al patrimonio della biblioteca:
- Fondo Biblioteca Statale a carattere scientifico; circa 6000 volumi. Donatoci dalla Governativa nel 2002, all’apertura del nostro istituto, con clausola di “deposito permanente”;

- Donazione Marcheschi: la Prof.ssa Marcheschi ci ha donato - dal 2002 ad oggi - circa 2500 monografie e un centinaio di titoli di riviste in varie annate, prevalentemente di ambito letterario-umanistico. Donazione aperta. Censita come "biblioteca d'autore" da parte della Regione Toscana;

- Donazione Petroni: prevalentemente di ambito umanistico; 1700 volumi;

- Donazione Antuofermo: letteratura classica e opere divulgate; circa 1500 volumi;
- Donazione Maria Luisa Spaziani: conserva parte della biblioteca privata della poetessa, donataci dalla figlia Oriana Rispoli nel 2018. Conta circa 600 pubblicazioni a prevalente carattere letterario, una settantina di periodici, alcuni cartolari di miscellanea e letteratura grigia. Donazione aperta. Censita come “biblioteca d’autore” da parte della Regione Toscana.

## Galleria d'immagini

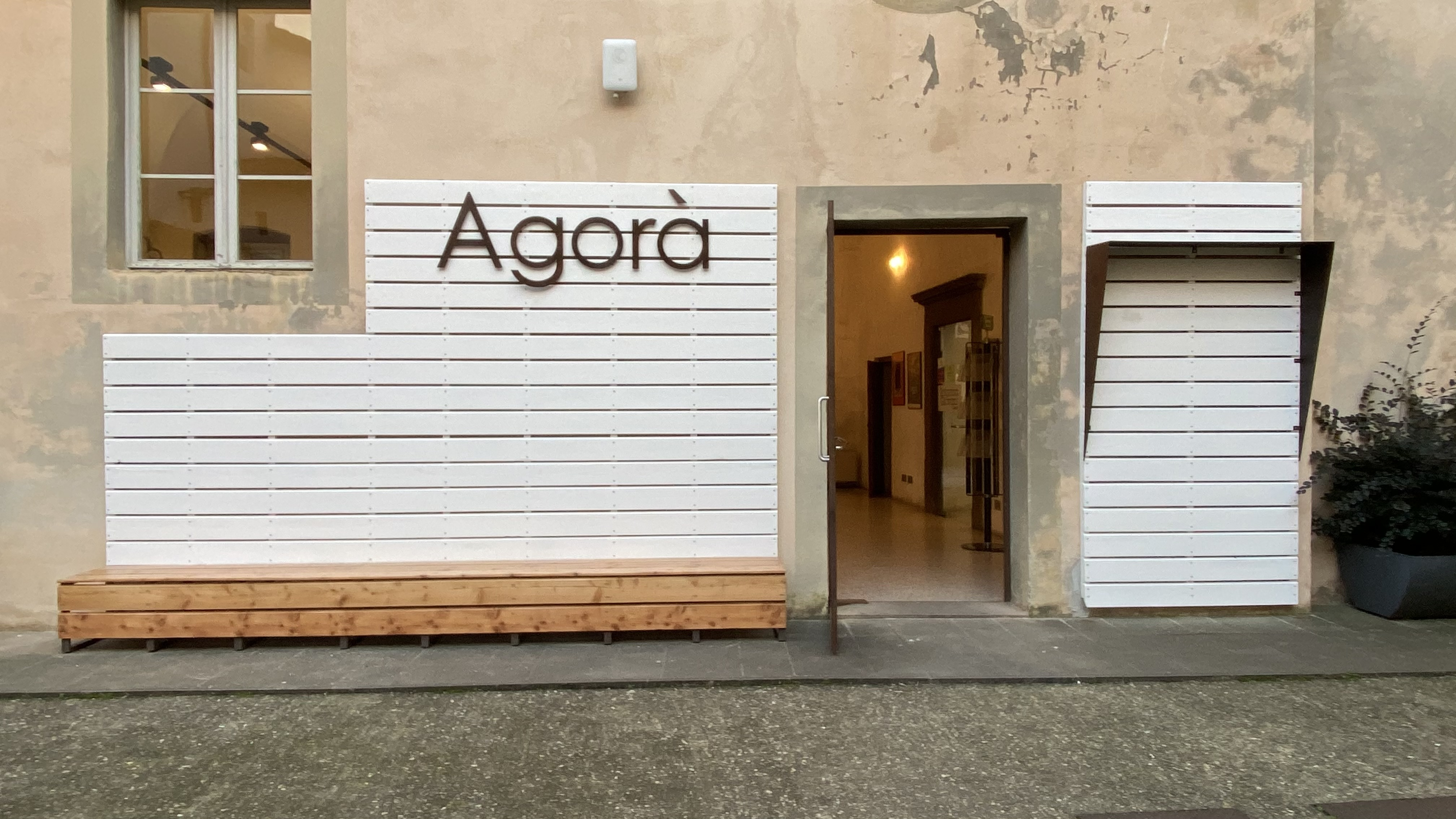
Ingresso Biblioteca Civica Agorà
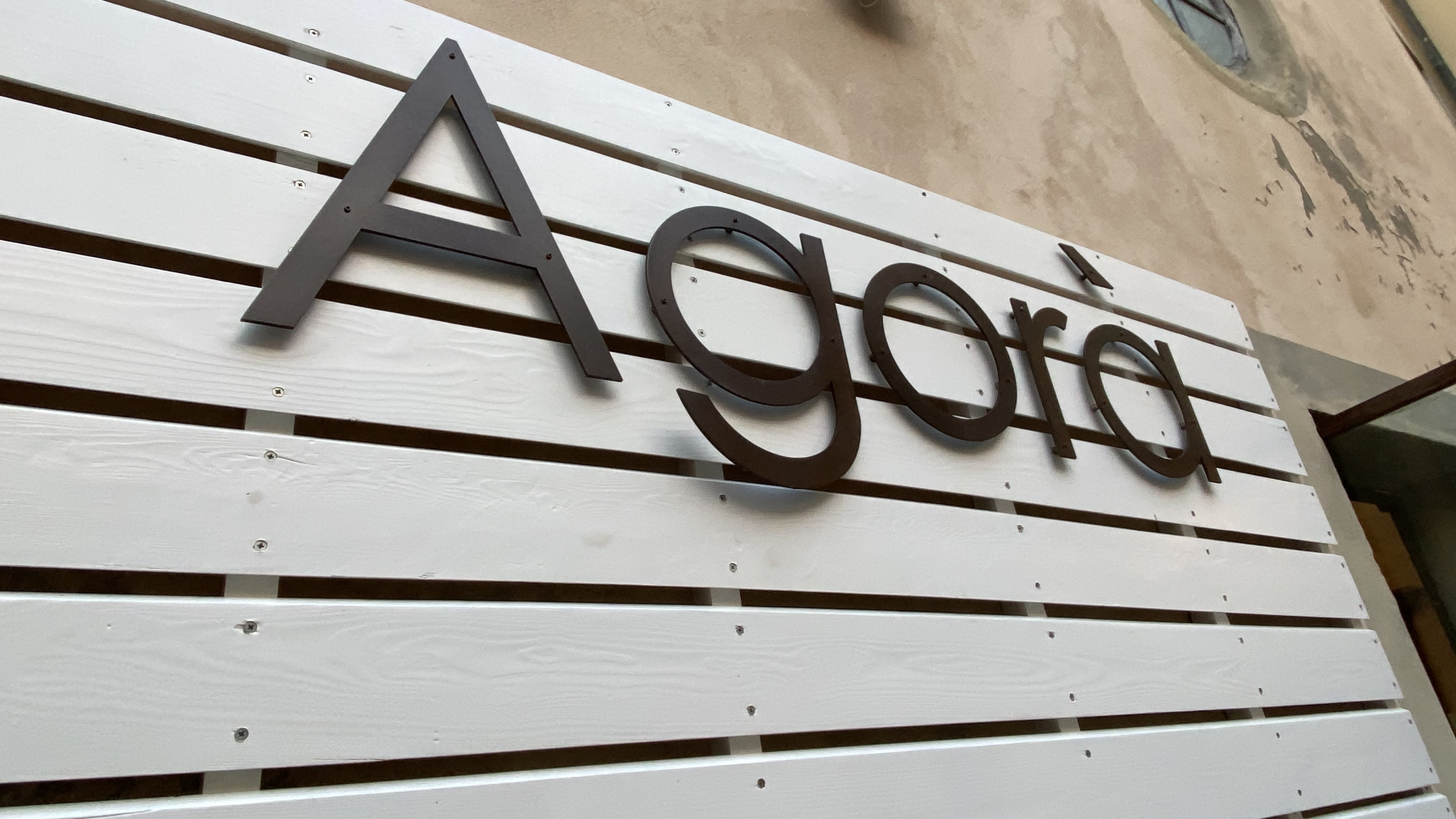
Ingresso Agorà
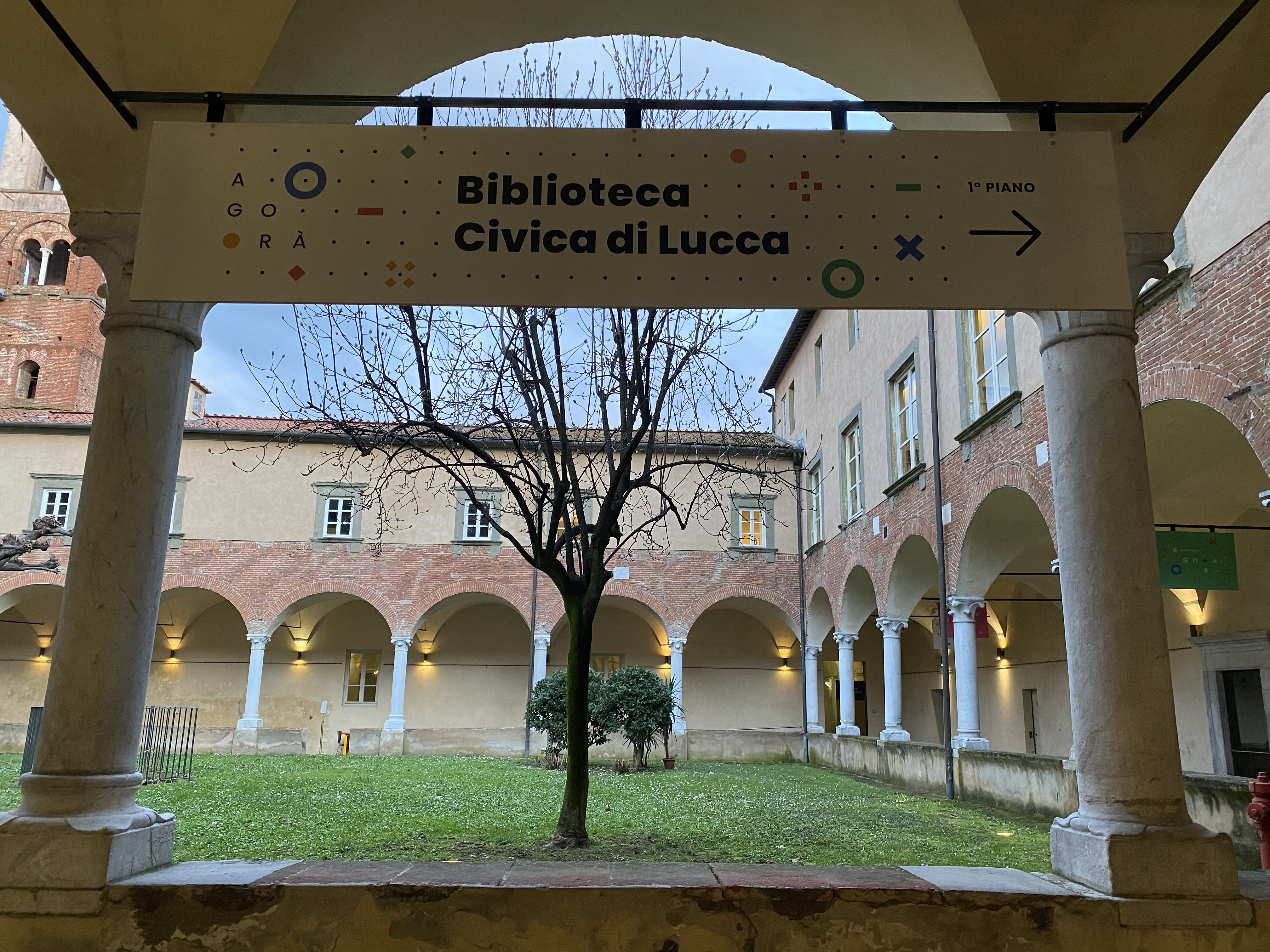
Ingresso
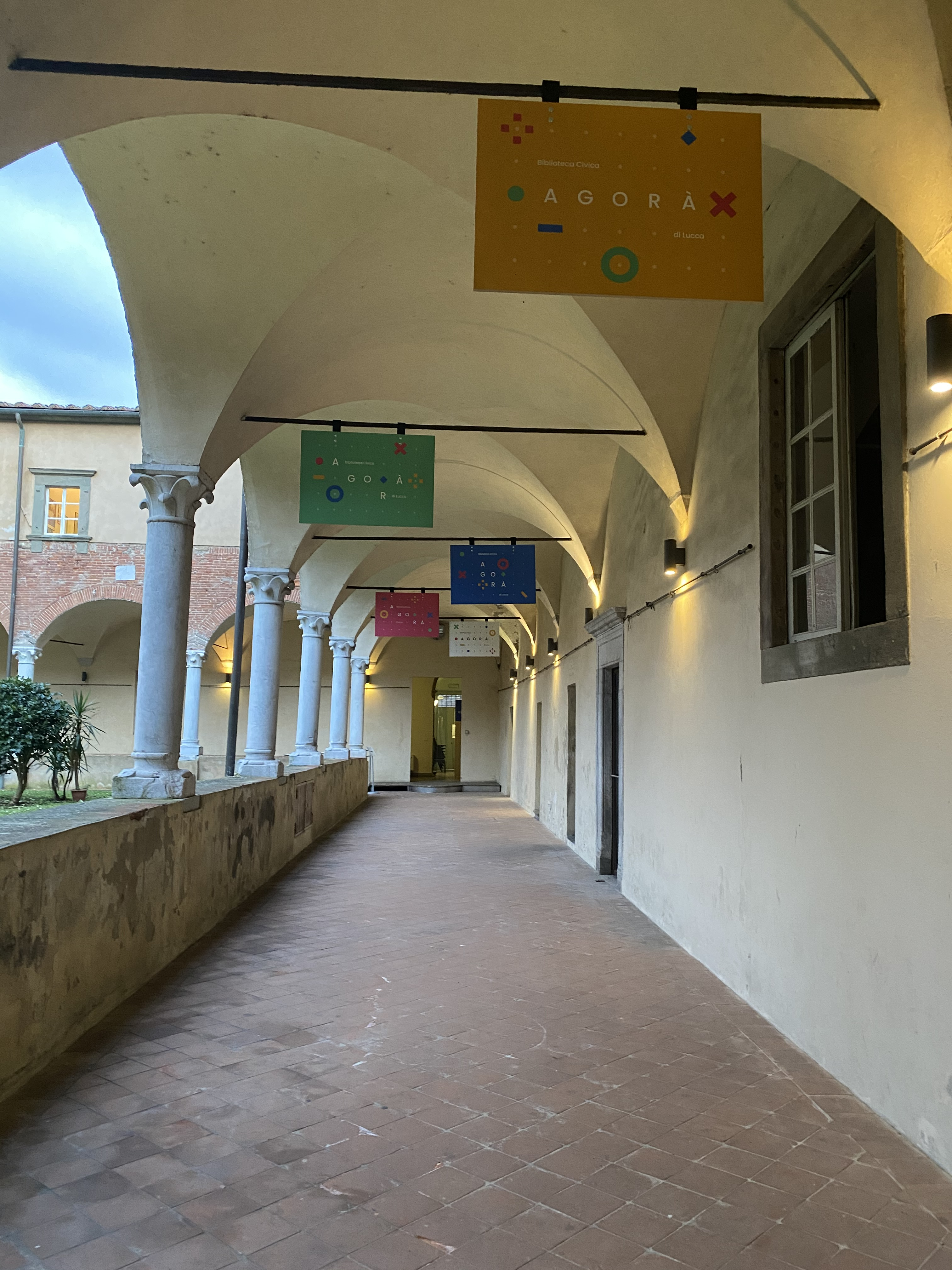
Chiostro
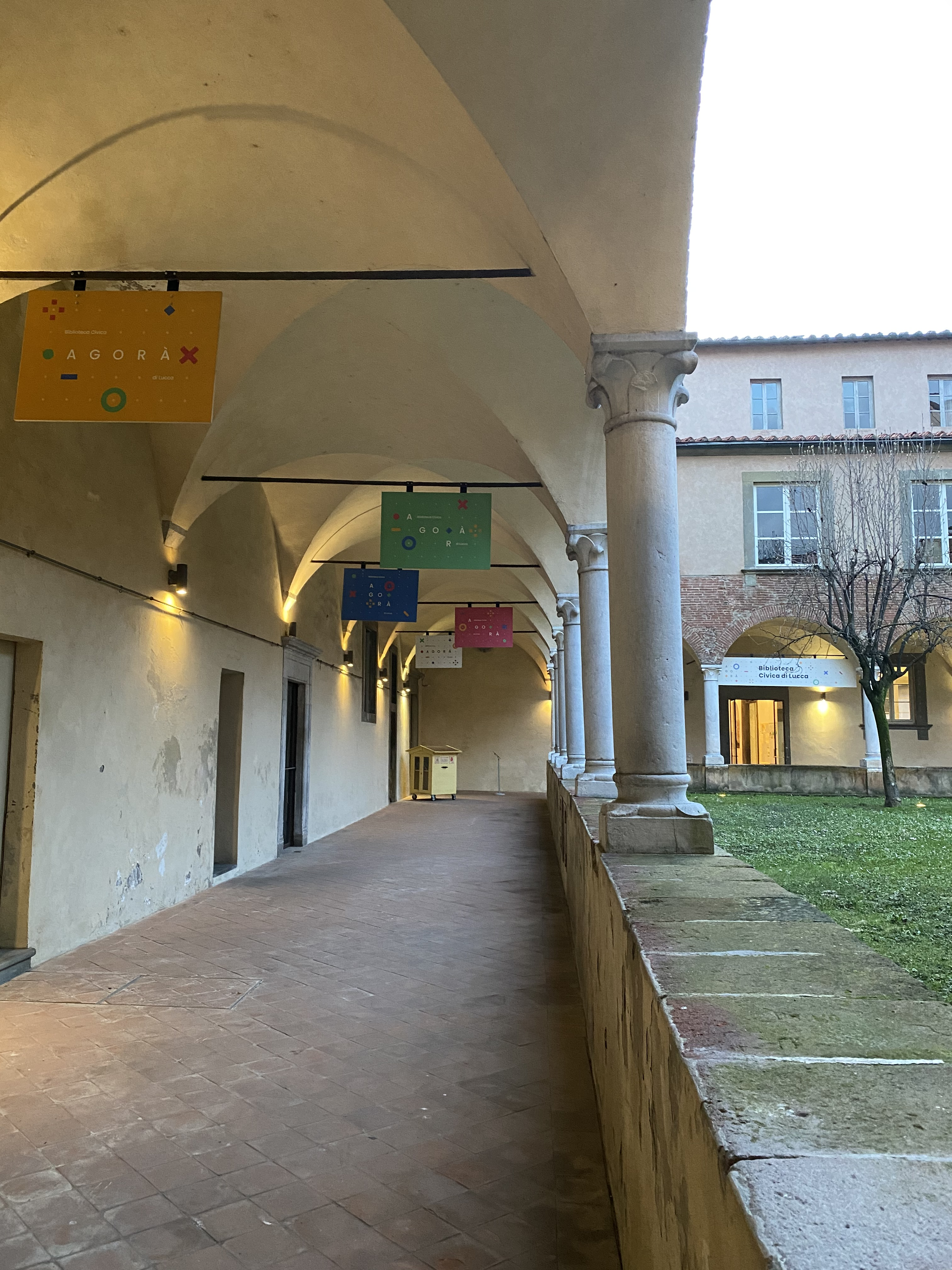
Chiostro
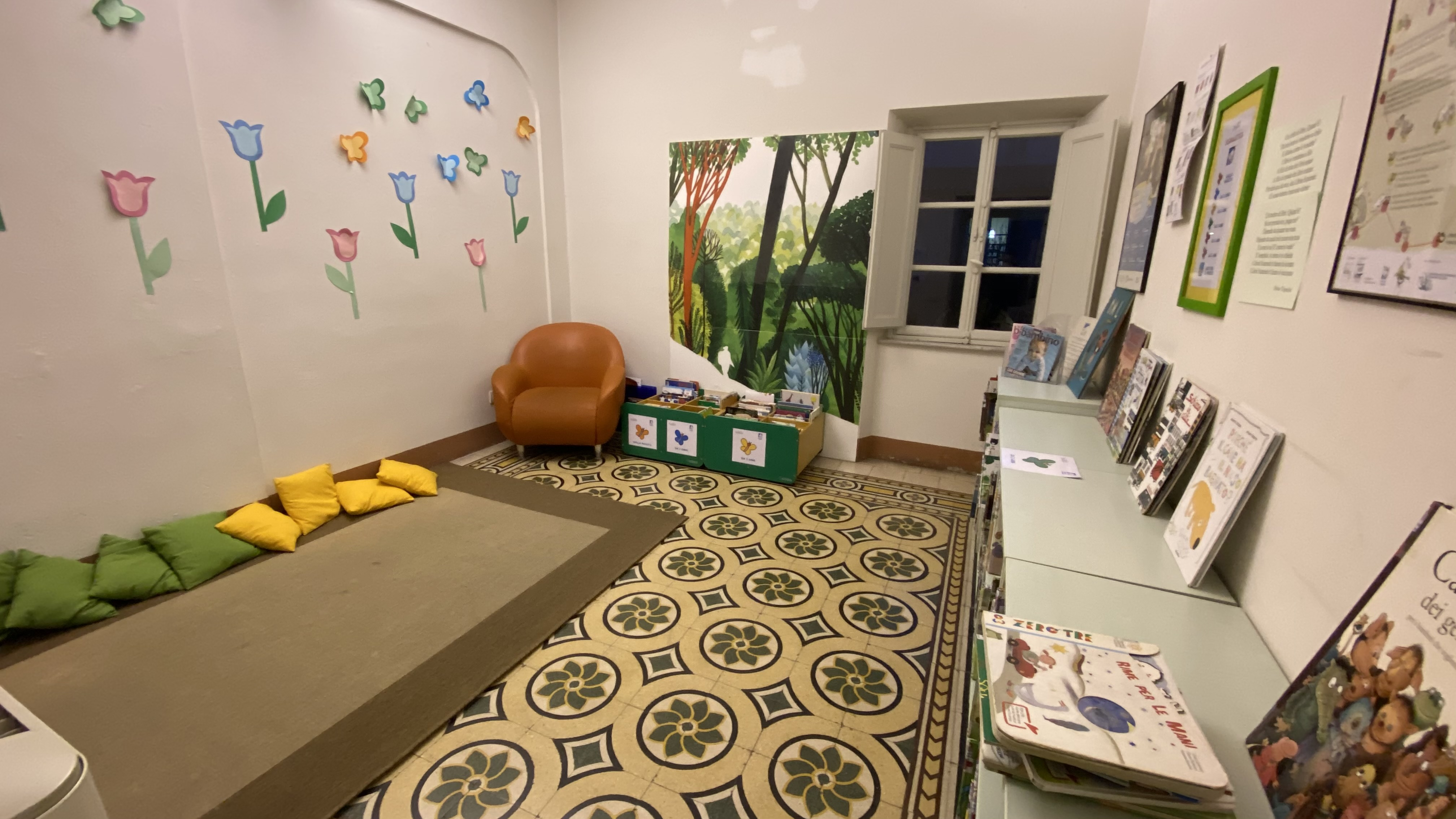
Saletta Nati per Leggere
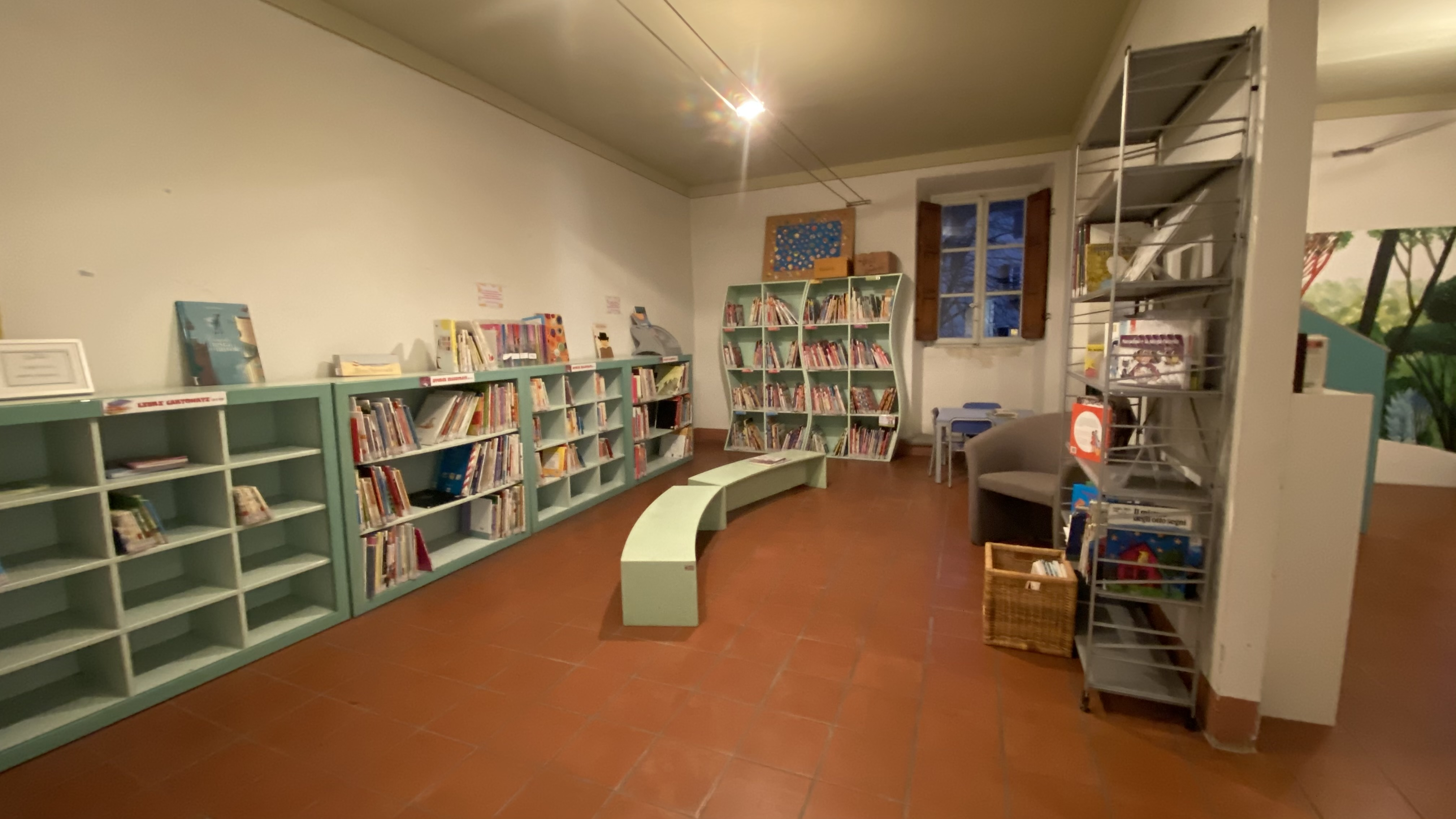
Saletta bambini
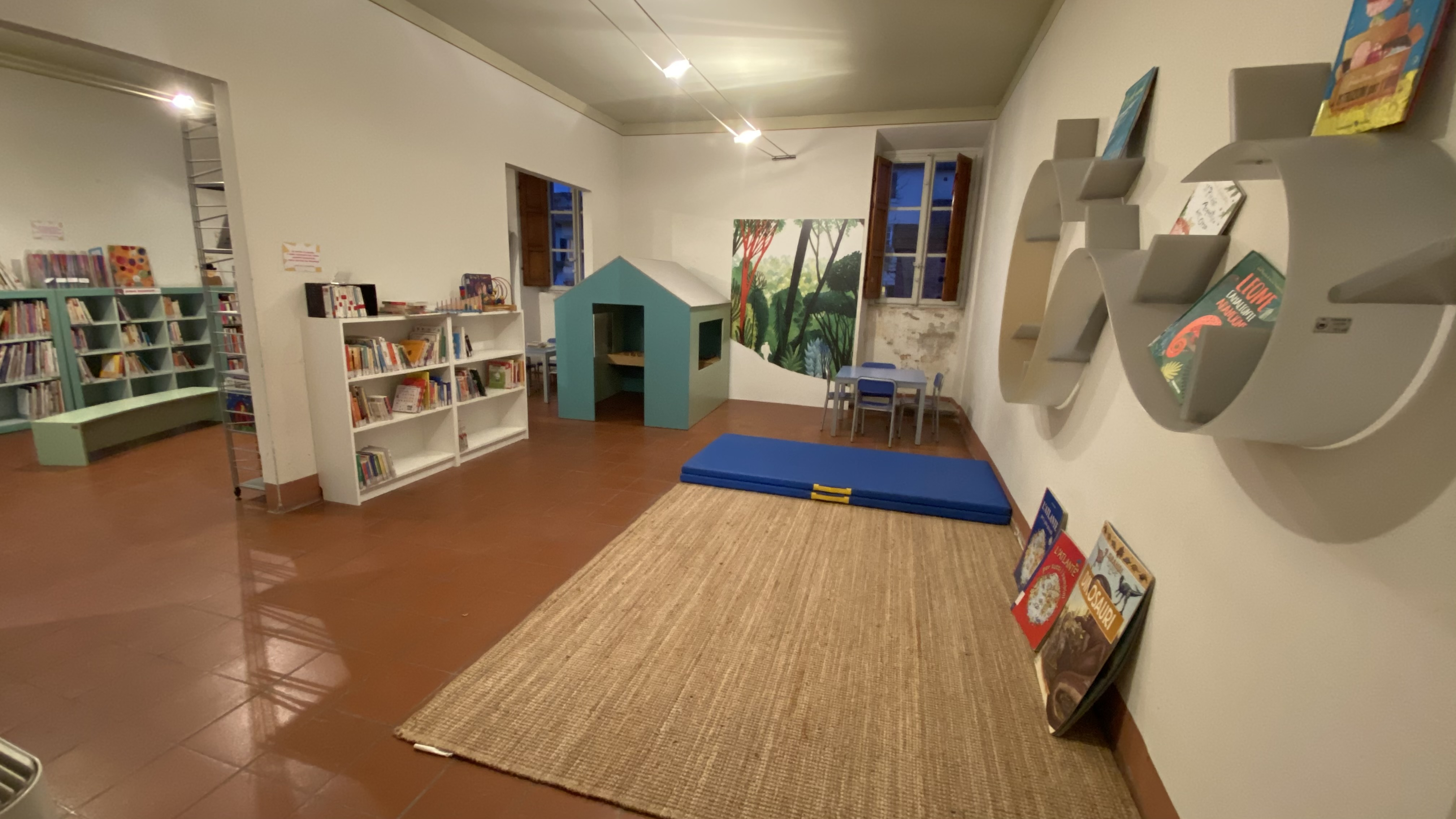
Saletta bambini
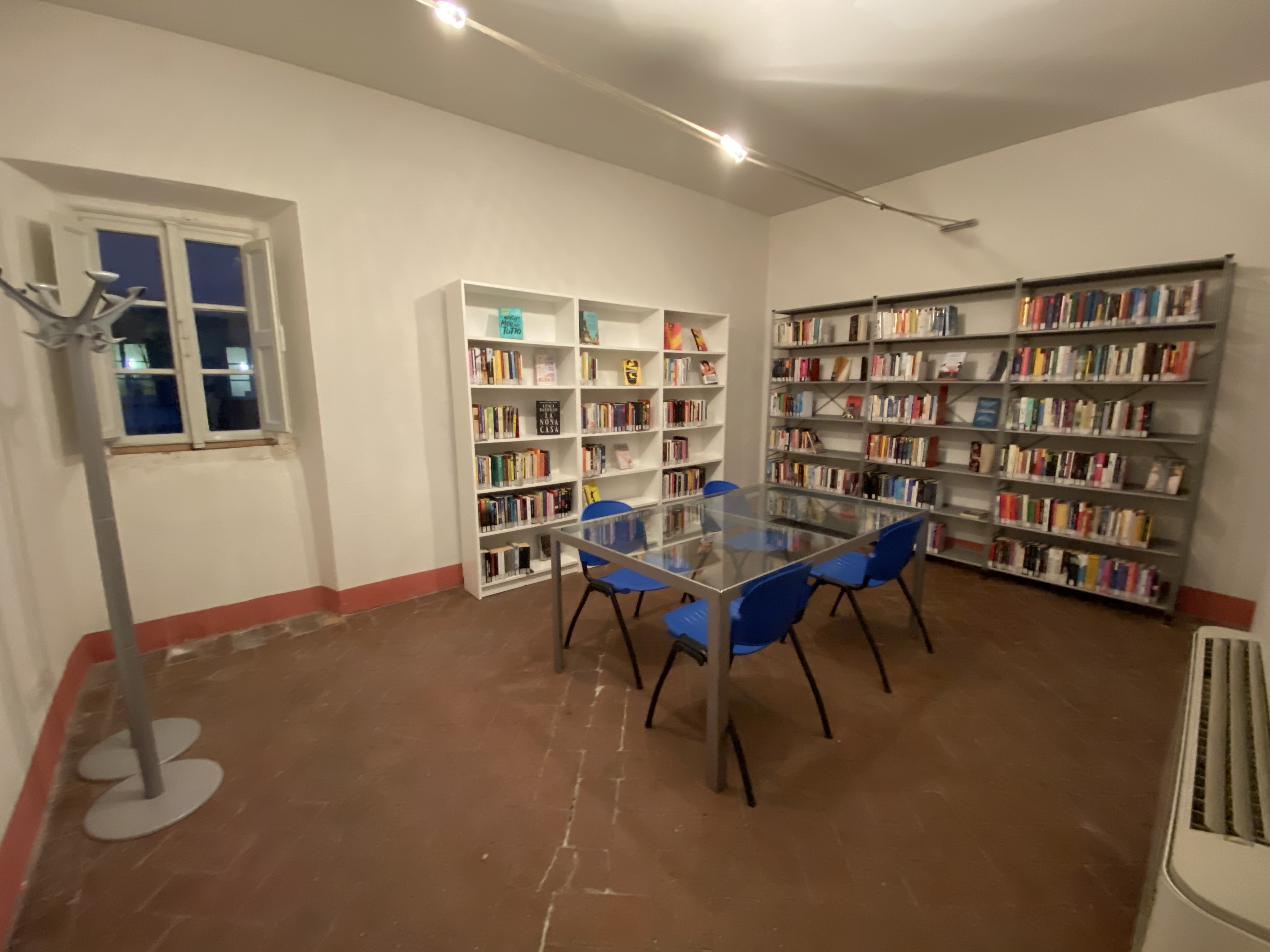
Sala Young Adults
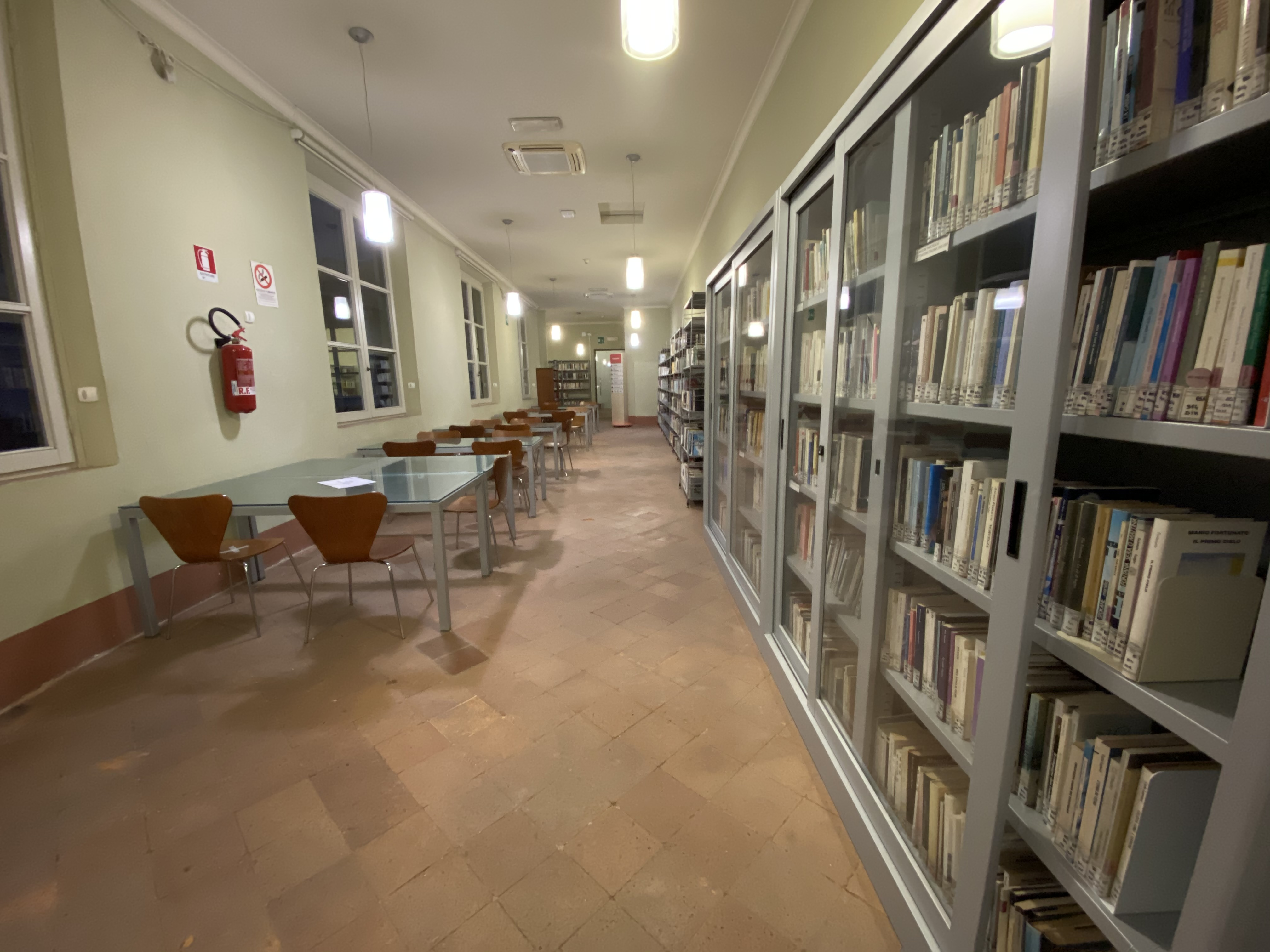
Corridoio
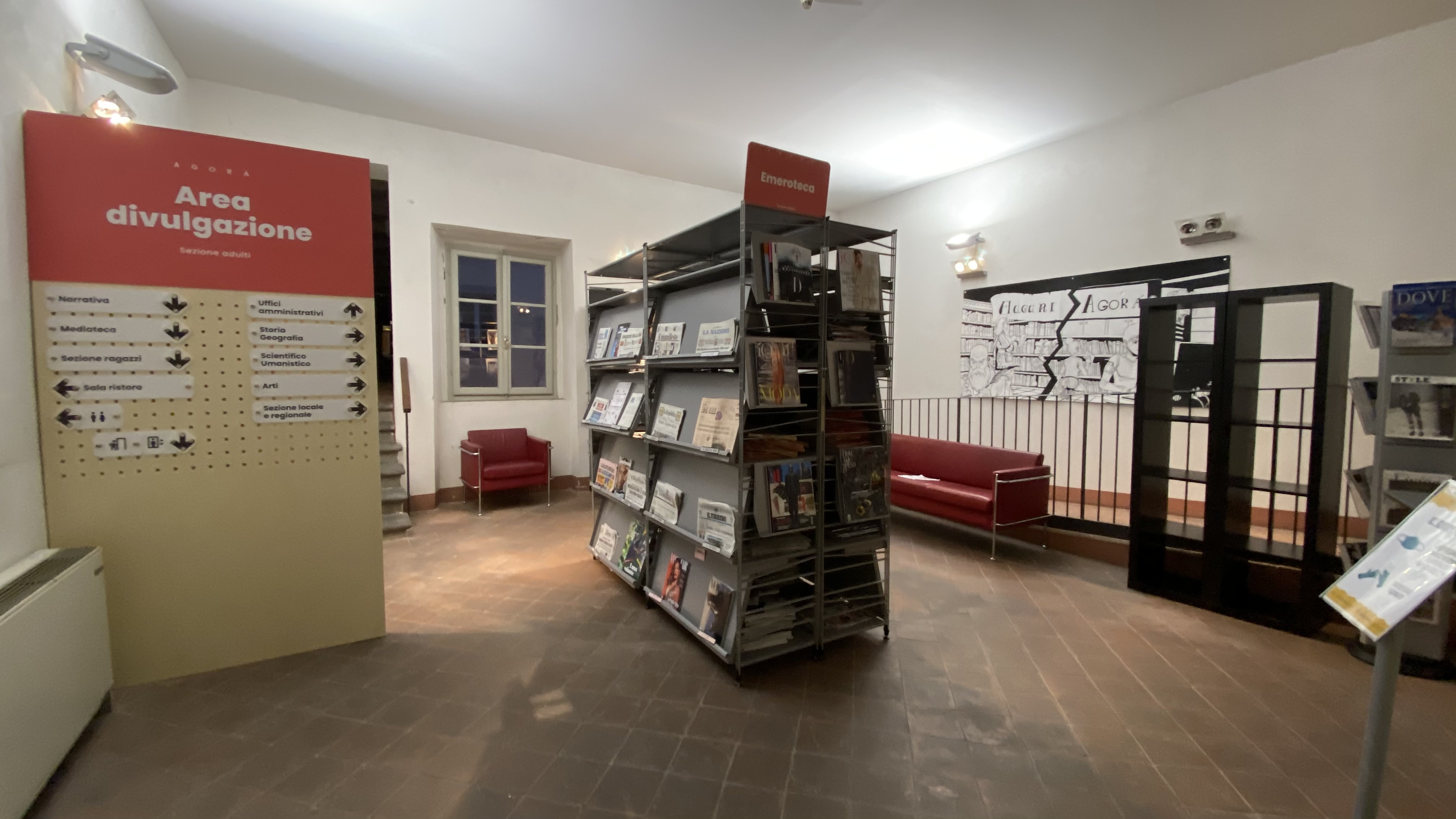
Emeroteca
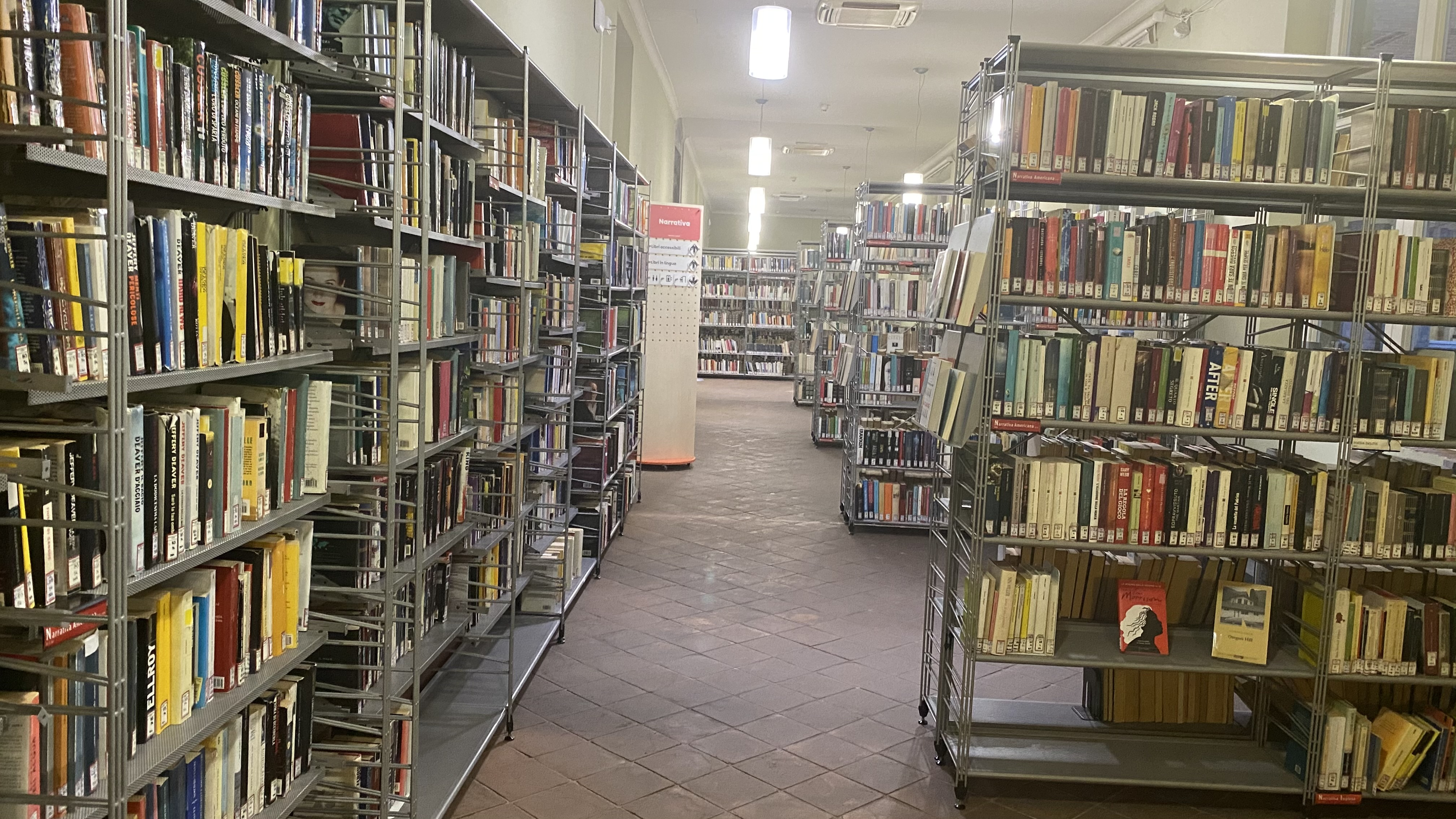
Corridoio narrativa
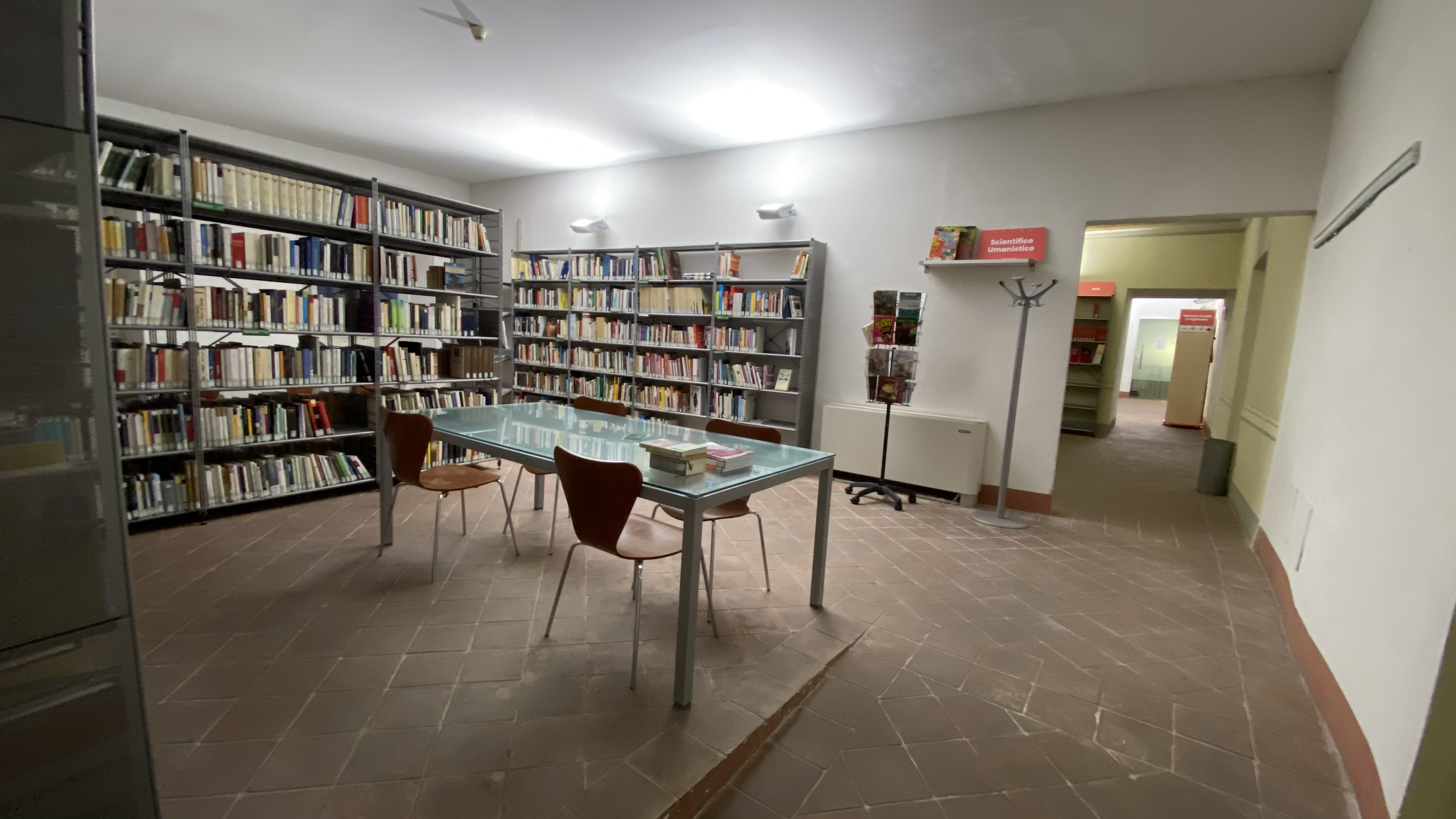
Stanza divulgazione
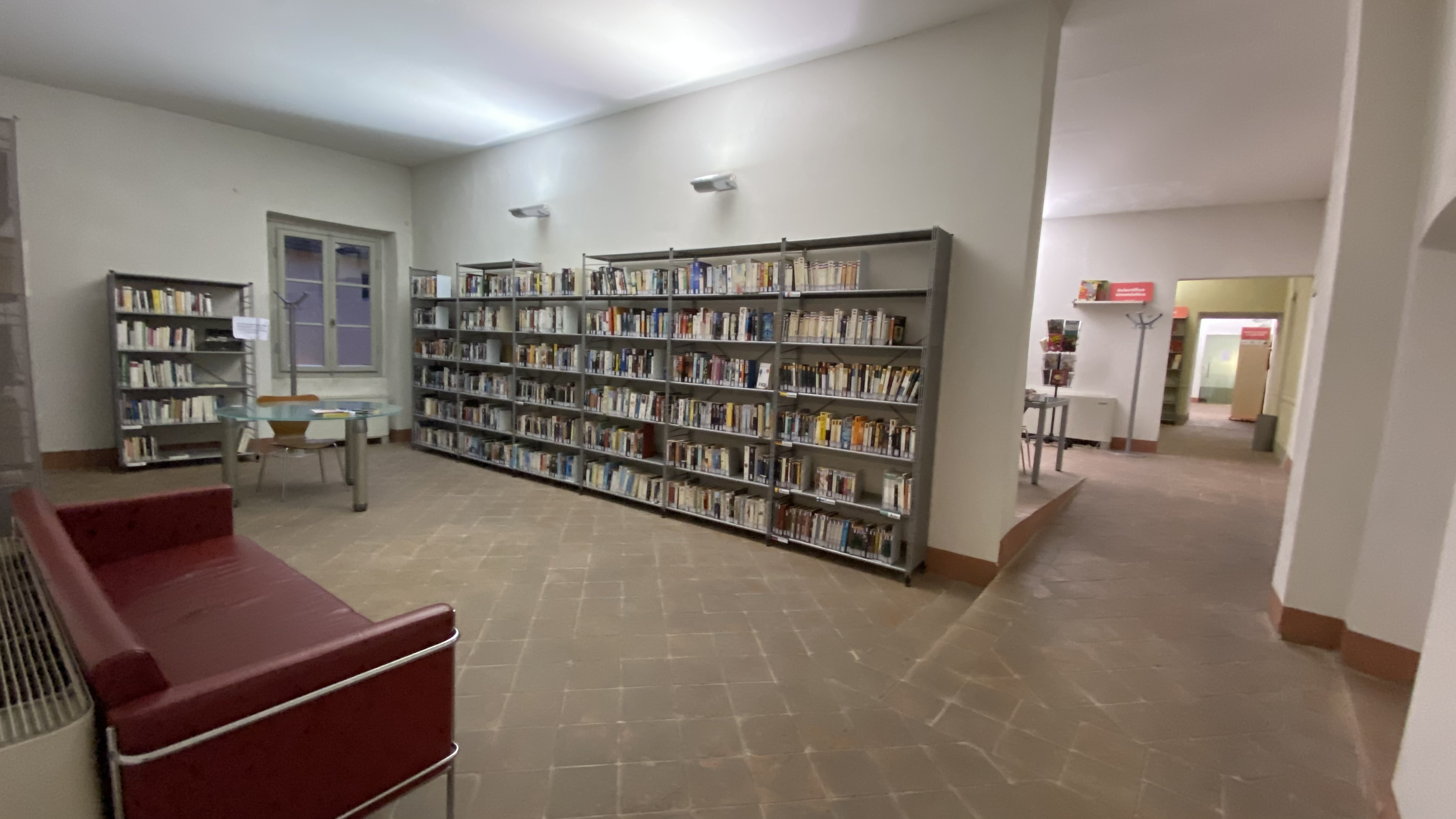
Stanza divulgazione della Biblioteca Civica Agorà
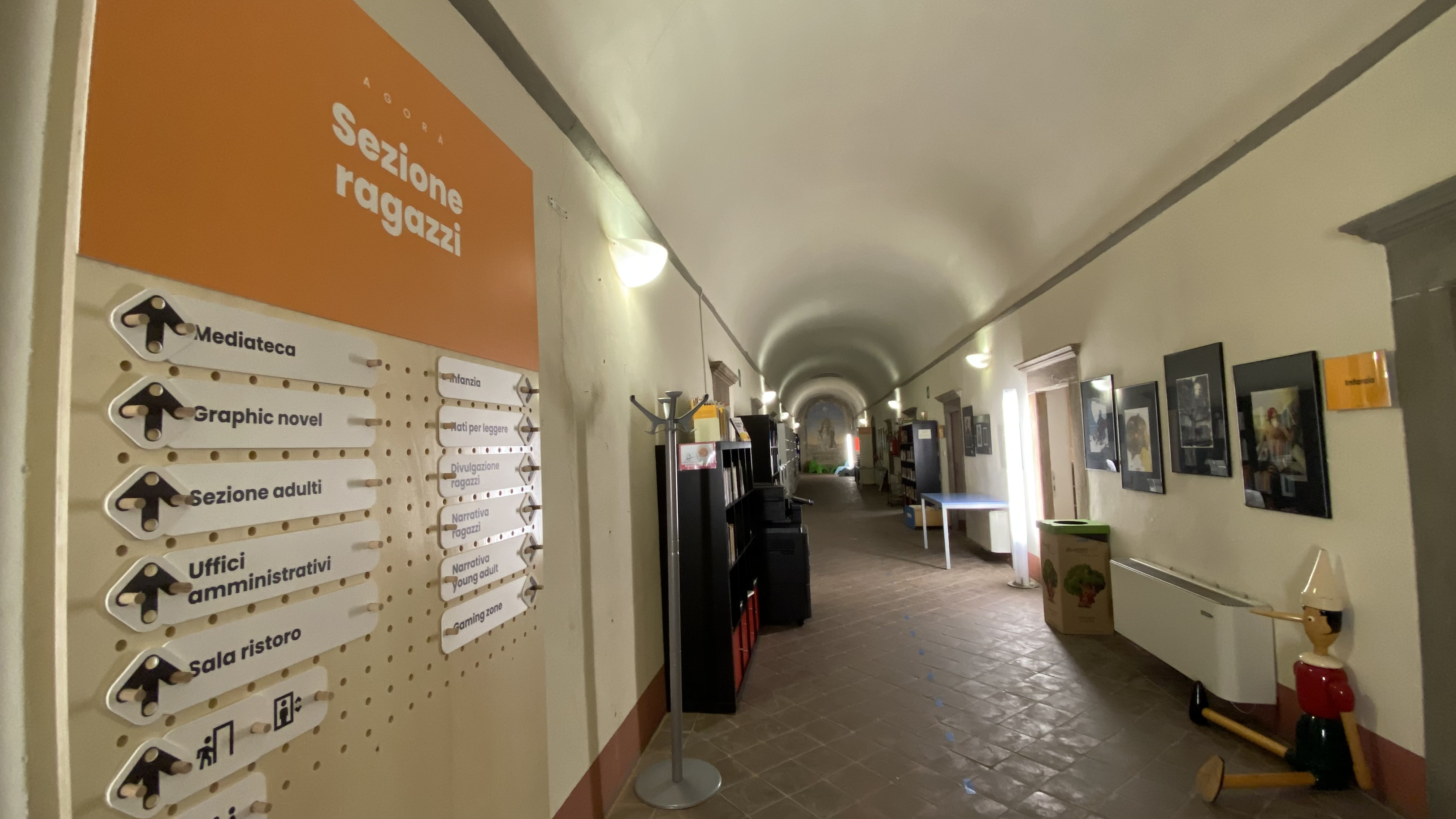
Corridoio Ragazzi e bambini Agorà
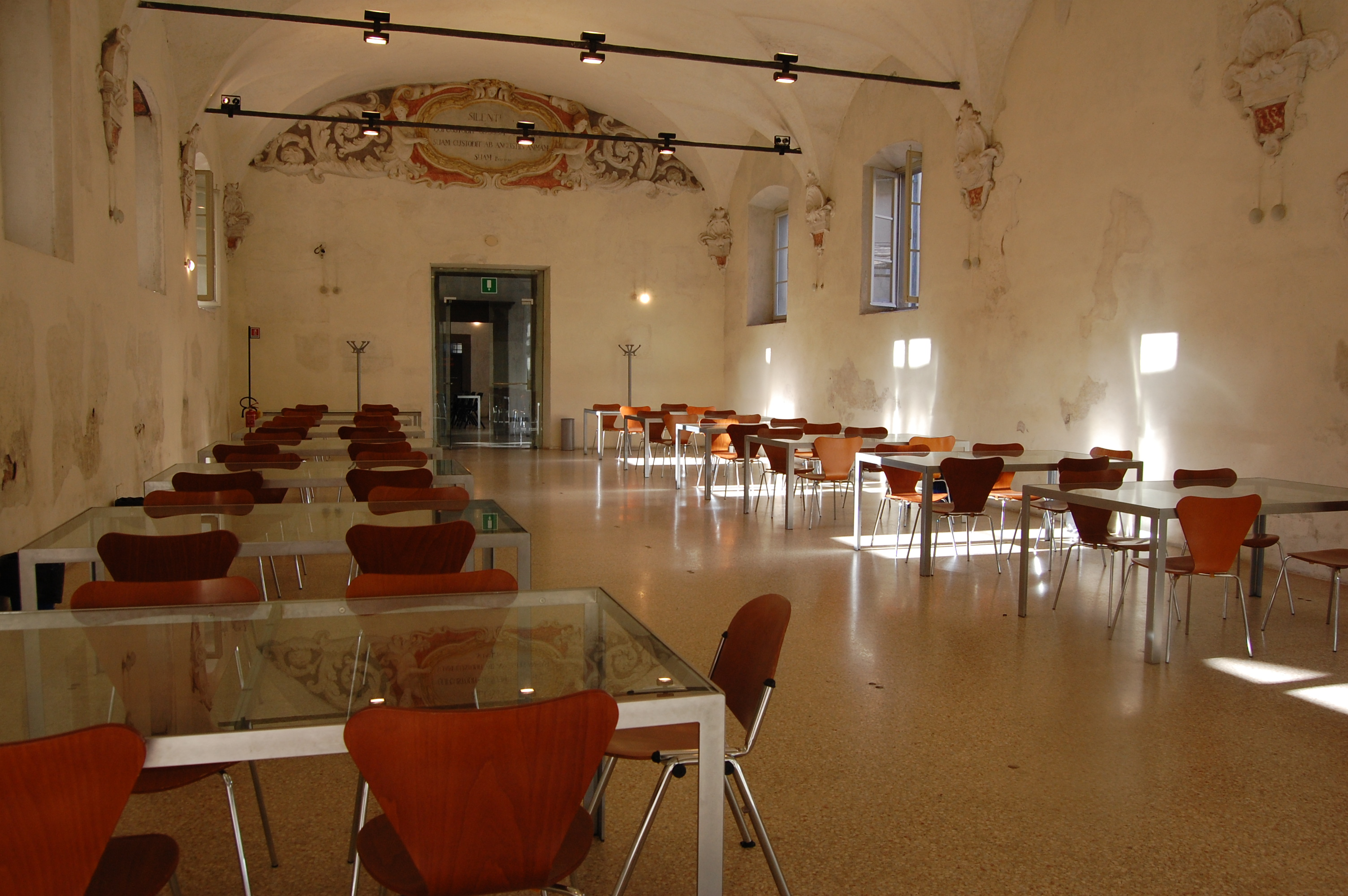
Sala studio
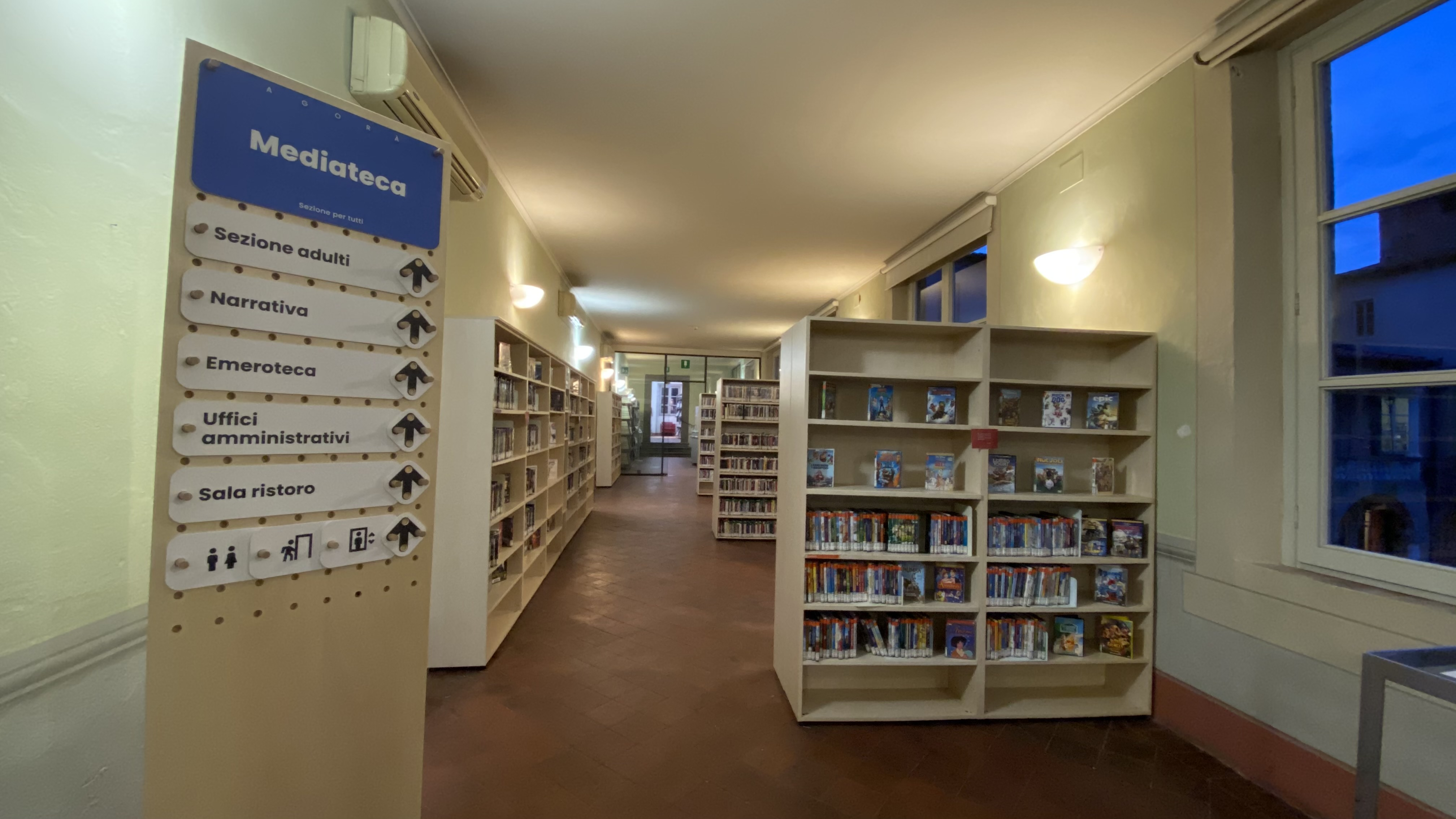
Mediateca agorà
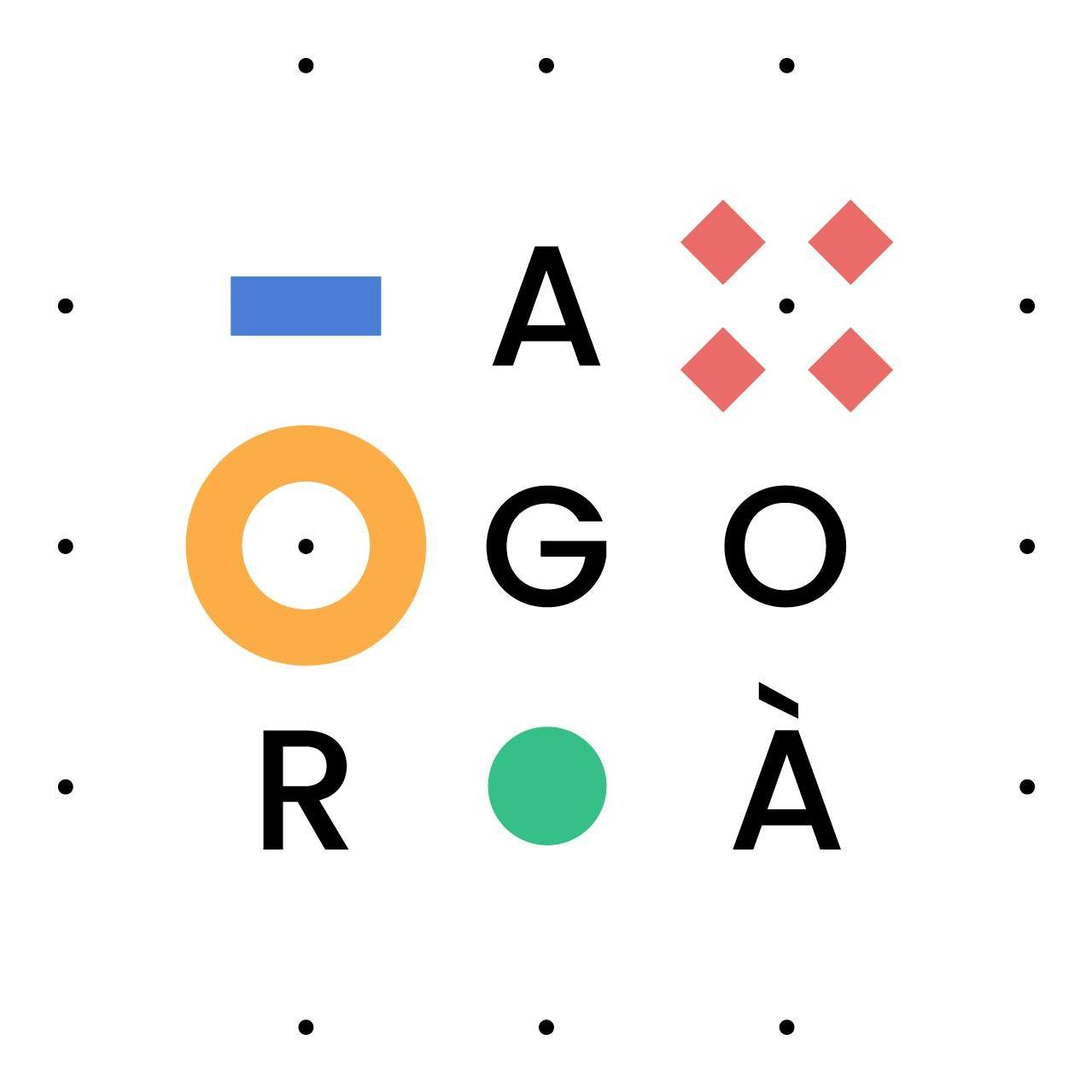
Logo Biblioteca Agorà